# Filtros de degradado
Un filtro fotográfico de degradado neutro está tintado en una mitad con la finalidad de reducir la entrada de luz hacia el sensor de esa mitad de la imagen, mientras que la otra mitad del filtro se mantiene transparente para no ejercer modificaciones en la entrada de luz. El término neutro nos indica que se resta la luz pero que no se interfiere en las tonalidades de la imagen.   
El filtro de degradado se suele utilizar en casos en que se requiere fotografiar una imagen, generalmente paisajes, con dos luces muy diferentes que el sensor de la cámara no es capaz de procesar al mismo tiempo. De esta manera, se sitúa la mitad neutra del filtro en el sector de la cámara que captará la luz más intensa; y la mitad transparente, en el sector de la cámara que captará la luz más suave. Así, el sensor logra compensar las diferentes exposiciones de la escena reduciendo el contraste entre ellas.

## Tipos de filtros

### Según la forma
Existen filtros de forma redonda que se enroscan en la cámara y de forma cuadrada, para los cuales se requiere un portafiltros. Los filtros de forma redonda son los más fáciles de usar en caso de que solo se quiera utilizar uno, de lo contrario lo más eficaz es utilizar un filtro de forma cuadrada ya que estos tienen la posibilidad de sobreponerse unos con otros.

### Según el tipo de degradado
Los filtros pueden poseer transiciones de la zona tintada a la zona normal más duras o más suaves. Es decir, existen filtros de transición suave que se utilizan cuando en la imagen a realizar hay presencia de elementos en el horizonte; y existen filtros de transición dura, que se utilizan cuando en la imagen a realizar no hay presencia de elementos en el horizonte. Aun así, los más comunes son los de transición suave ya que estos son los menos perceptibles en la fotografía final.
Además de las mencionadas hay otras transiciones menos convencionales como los "filtros inversos" y los "filtros blended". Los filtros inversos, que se utilizan en casos concretos de luminosidad y que por tanto contienen unas transiciones o degradaciones también concretas. Consisten en filtros de transición muy dura en los cuales la zona tintada se encuentra en la parte inferior degradándose hacia la parte superior. Por otro lado, los filtros blended cuya degradación comienza desde la zona tintada en la parte superior y termina en la parte inferior a diferencia de los convencionales que terminan a la altura de la mitad.

### Según la densidad
La cantidad de luz que bloquea el filtro se mide en pasos. Los filtros están fabricados para que resten un número de pasos determinado, por ello, podemos encontrar filtros que resten un solo paso, dos pasos, tres pasos o cuatro pasos de luz. En concreto, los filtros degradados pueden restar como máximo tres pasos de luz en su parte más oscura. Comúnmente restan 1 paso (0,3ND), 2 pasos (0,6ND) o 3 pasos (0,9ND) siendo este último el más utilizado. Sin embargo, también existen de los que restan por ejemplo 1,5 pasos (0,45ND) o 2,5 pasos (0,75ND).
A la hora de adquirir un filtro se debe pensar en la cantidad de pasos que se quieren restar para determinar el tipo de filtro necesario. Esto depende del tipo de fotografías a desarrollar y del tipo de luz presente.

### Según la neutralidad
Aunque la teoría indica que las características tonales de la luz que atraviesa la zona tintada del filtro no son modificadas, a la práctica es diferente. En función del fabricante y de la calidad de la resina o el filtro, los filtros aplican a veces tonalidades a la zona tintada de manera que modifican las tonales de la luz que les atraviesa. Estas tonalidades que se aplican a la zona tintada y que reciben el nombre de "dominantes" se encuentran generalmente en tres tipos: magenta, cian (oscilan entre azules y verdes) y cálidas.